# 8391 Kring
8391 Kring eller 1993 HH3 är en asteroid i huvudbältet som upptäcktes den 20 april 1993 av Spacewatch vid Kitt Peak-observatoriet. Den är uppkallad efter David A. Kring.
Asteroiden har en diameter på ungefär 8 kilometer.